# Спановка
Спановка (бел. Спанаўка), также Шпанавка, в верхнем течении Прырва — река в Белоруссии, правый приток Западного Буга. Протекает в Брестском районе Брестской области.
Длина реки — 25 км. Площадь водосбора 200 км².
Река берёт начало у деревни Рогозно на границе с Малоритским районом. Течёт на северо-запад по юго-западной части Брестского Полесья на территории природного заказника Прибужское Полесье. Русло почти на всем протяжении канализировано.
Притоки: Серадовая Речка (левый), ручей Оса (правый).
Протекает деревни Рогозно, Медно и Страдечь. Впадает в Западный Буг, который в этом месте образует границу с Польшей в 2 км к северу от Страдечи.